# Coddington (Nottinghamshire)
Coddington – wieś w Anglii, w hrabstwie Nottinghamshire, w dystrykcie Newark and Sherwood. Leży 30 km na północny wschód od miasta Nottingham i 180 km na północ od Londynu. Miejscowość liczy 972 mieszkańców.